# カレドニアン・ロード駅
カレドニアン・ロード駅（Caledonian Road station）は、ノース・ロンドン、イズリントン・ロンドン特別区のハロウェイに位置しているロンドン地下鉄のピカデリー線の駅である。1932年9月19日にグレート・ノーザン・ピカデリー・アンド・ブロンプトン鉄道によって開設された。

## サービス
典型的なオフピークの列車は次のとおりである。（すべて1時間あたり）
- 12本：セントアル・ロンドン経由ヒースロー空港行き
- 3本：セントラル・ロンドン経由レイナーズ・ラーン駅行き
- 3本：セントラル・ロンドン経由アックスブリッジ駅行き
- 3本：セントラル・ロンドン経由ノースフィールズ駅
- 18本：コックフォスターズ駅行き
- 3本：アーノス・グローヴ駅行き

## 隣の駅
ロンドン交通局
ロンドン地下鉄
■ピカデリー線
キングス・クロス・セント・パンクラス駅 - カレドニアン・ロード駅 - ハロウェイ・ロード駅

## ギャラリー

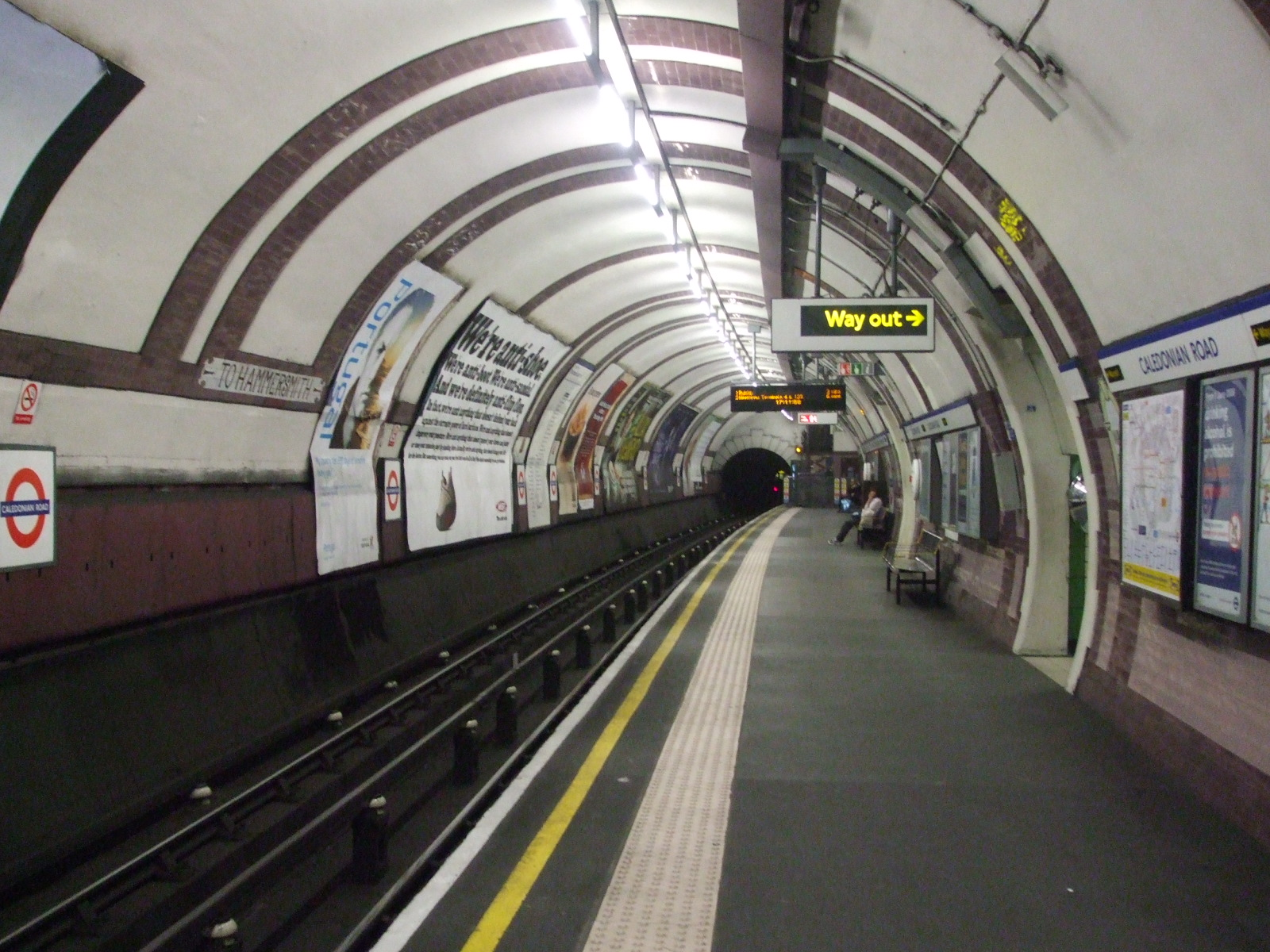
南側のプラットホームを南から見る
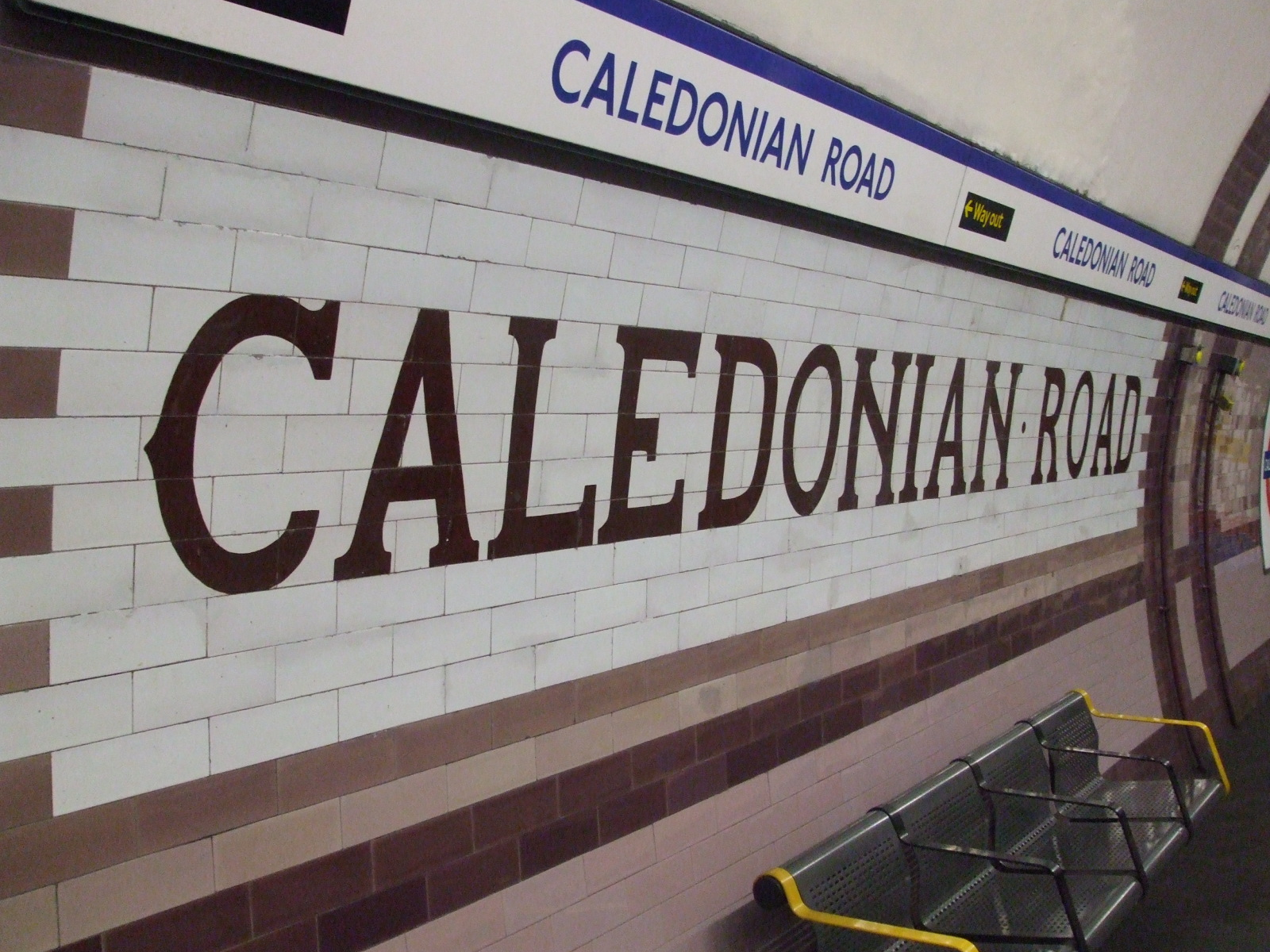
南側にあるタイル
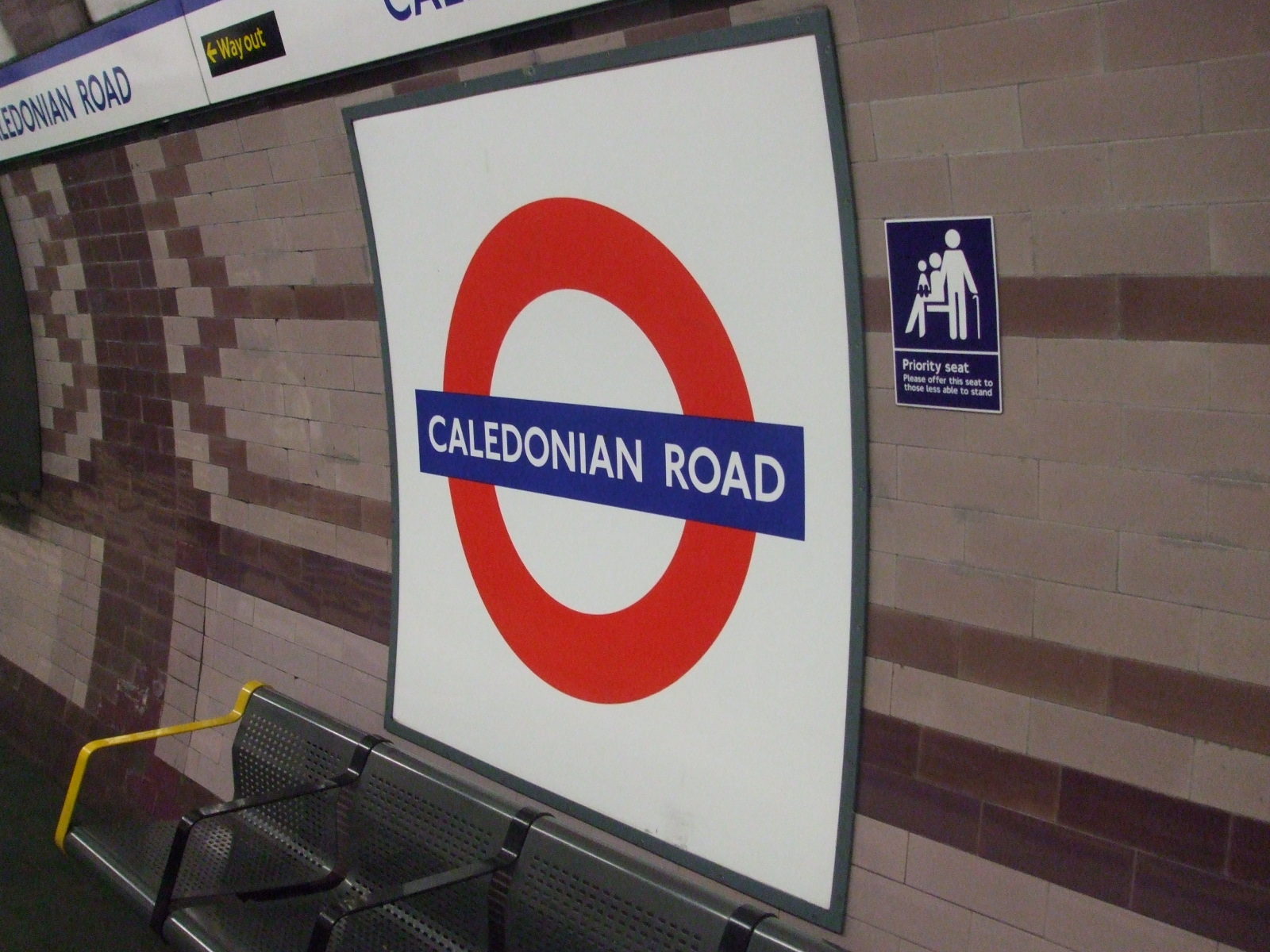
プラットホーム南側にある円形のマーク
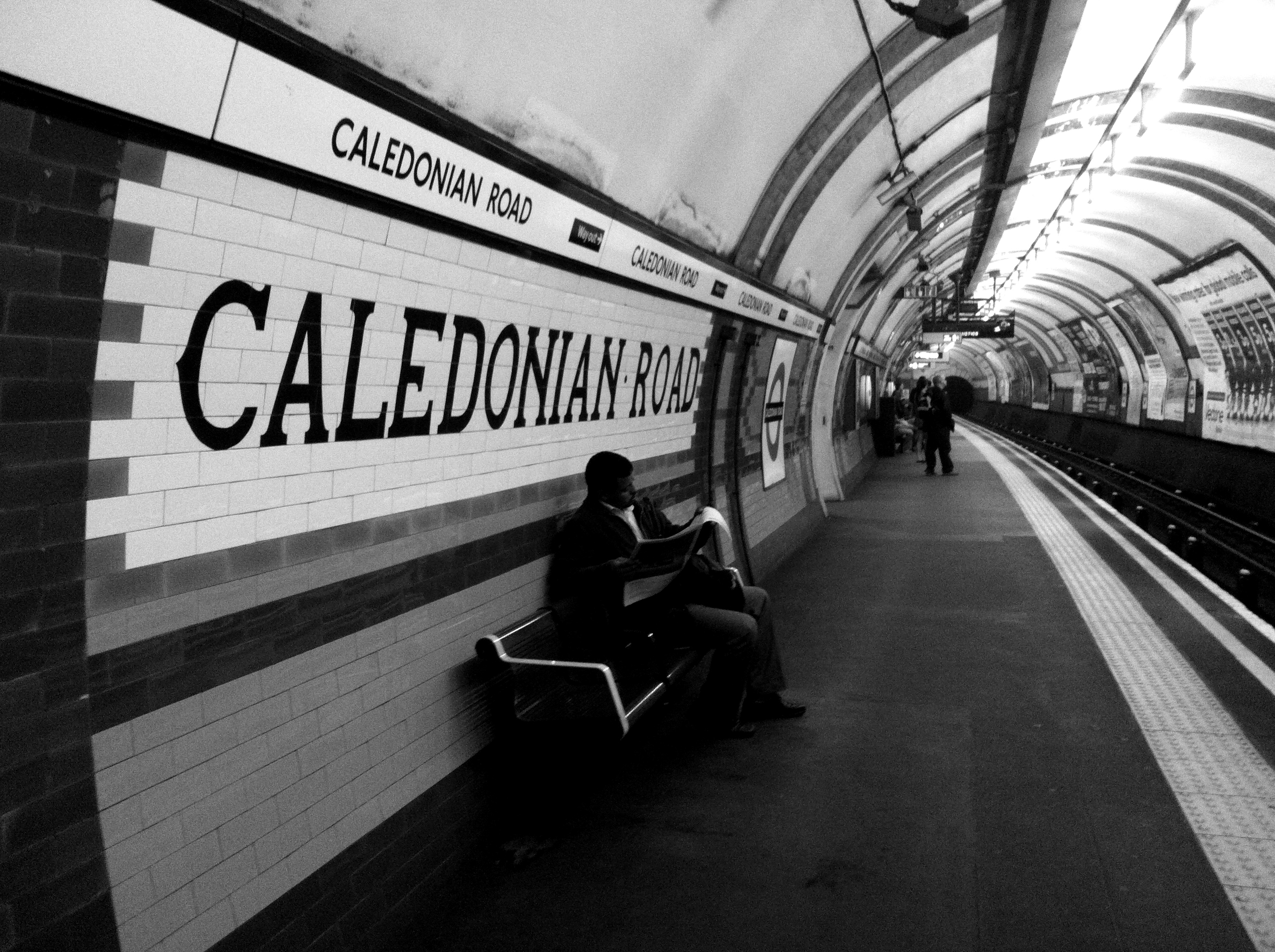
南側プラットホーム